# Arevik, Shirak
Arevik là một đô thị thuộc tỉnh Shirak, Armenia. Dân số ước tính năm 2011 là 1785 người.